# Trettondagsafton (pjäs)

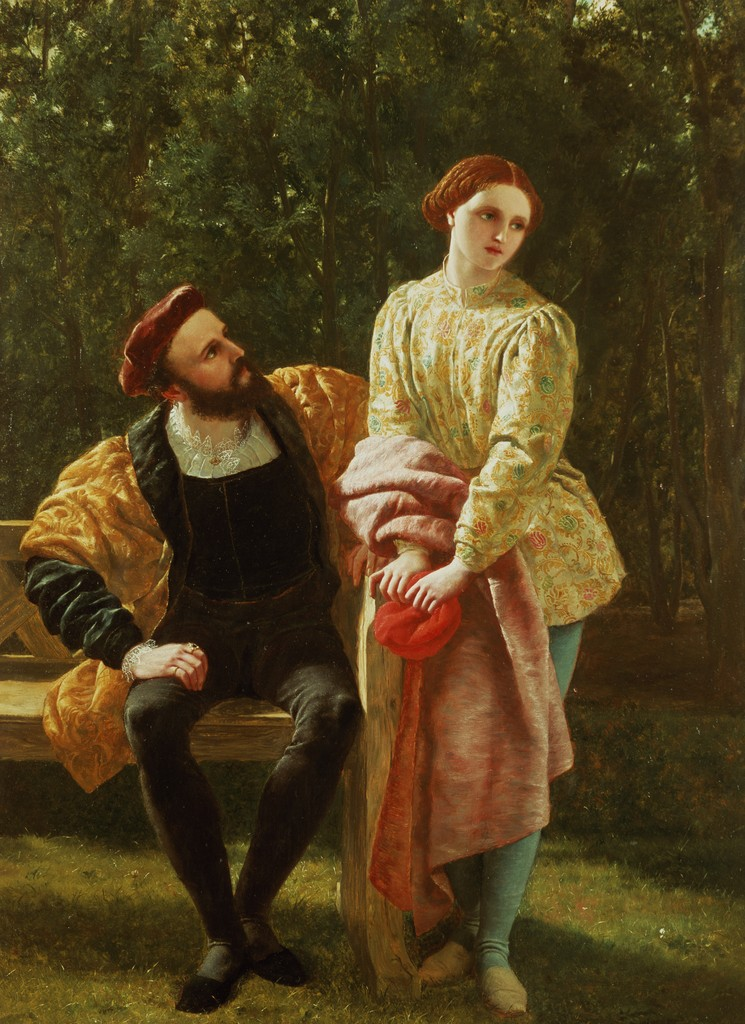
Orsino och Viola. Målning av Frederick Richard Pickersgill.

Trettondagsafton (originaltitel Twelfth Night, or What You Will) är en komedi skriven av William Shakespeare.
Det är inte känt när pjäsen skrevs men olika indicier gör att den brukar dateras till 1601. Pjäsen bygger på en intrig som varierats i litteraturen alltsedan romaren Plautus först använde den i en komedi på 200- eller 100-talet fvt. Ett tvillingpar överlever varandra ovetandes ett skeppsbrott. Den kvinnliga av tvillingarna, Viola, klär ut sig till ynglingen Cesario och tar tjänst hos hertigen Orsino som lider av en obesvarad kärlek till Olivia som bestämt sig för att sörja sin döde bror i sju år. Samtidigt som Viola/Cesario går med bud mellan Orsino och Olivia börjar hon fatta tycke för Orsino samtidigt som Olivia blir betagen i Cesario. I en sidointrig gör sig Olivias bigotte och inbilske hovmästare Malvolio löjlig genom att försöka lägga sig ut för Olivia.
Huvudmotivet i pjäsen är kärlekens irrvägar, här gestaltat genom ett androgynt spel med könsroller. Ett annat motiv är gisslande av egenkärlek och intolerans. Två av de bärande rollfigurerna ägnar sig åt långtgående självbedrägeri. Trettondagsafton räknas tillsammans med En midsommarnattsdröm och Som ni behagar till Shakespeares lyckliga komedier. Trettondagsafton är också en av Shakespeares mest lyriska komedier och innehåller ovanligt många sånger. Pjäsen hör till Shakespeares mest spelade och populära. Den översattes till svenska första gången redan 1825 men den svenska premiären dröjde till 1864.

## Tillkomsthistoria

### Datering
Det är inte känt när pjäsen skrevs, men olika inslag i texten har lett fram till en ungefärlig datering.
I akt III scen 2 säger kammarjungfrun Maria: "han ler så han får fler linjer i ansiktet än vad det finns på den nya kartan med hela Ostindien på". Kartan som tros vara den åsyftade publicerades 1599 i Richard Hakluyts Principall Navigations, Voiages, and Discoveries of the English Nation, repliken kan också syfta på Edward Wrights Certaine Errors in Navigation från samma år där han återger Mercators projektion. I andra aktens tredje scen citeras sånger som publicerades först i Robert Jones First Book of Songs and Airs från år 1600. I akt II scen 5 finns en anspelning på den engelske adelsmannen Anthony Shirley som år 1600 publicerade sina intryck av kontakten med shahen av Persien under en resa året innan. Fabio (Olivias betjänt): "Jag vill icke skänka bort min andel i detta skämt för tusentals guldstycken ur stora Mogols skattkammare." I tredje aktens första scen säger Narren "who you are and what you would are out of my welkin, I might say 'element', but the word is over-worn" (det ligger över min polhöjd; jag kunde säga horisont, men det ordet är för utnött), som syftar på ett stående skämt om uttrycket "out of my element" som upprepas tre gånger i Thomas Dekkers Satiromastic som Lord Chamberlain's Men (Shakespeares trupp) hade premiär på 1601. Man vet att Trettondagsafton spelades i början av februari 1602.
Detta tillsammans anses datera pjäsen till 1601.

### Pjäsens källor
Plautus komedi Menechmi från 200- eller 100-talet fvt handlar om en tvilling som anländer till Illyrien för att leta efter sin bror. I komedin förekommer också förväxling av identiteter.
Den brittiske litteraturforskaren Morton Luce har påvisat att grundintrigen i förväxlingskomedin med ett tvillingpar i centrum finns i tolv språkversioner och är spridd över hela Europa.
Intrigen dyker upp i flera italienska komedier. Gli Ingannati från 1531 (tryckt 1537) är skriven av kollektivet Accademia degli Intronati. Från 1562 är Nicolò Secchis Gli Inganni och från 1592 härrör Curzio Gonzagas komedi med samma titel.
Närmast Shakespeare ligger Barnabe Richs berättelse om Apollonius och Silla i Riche his Farewell to the Militaire Profession från 1581. Där finns temat med tvillingarna, där den kvinnliga tvillingen förkläder sig som sin bror och använder hans namn medan hon följer sin älskade hertig i spåren. Richs historia grundar sig i sin tur på andra delen av Matteo Bandellos samlade noveller från 1554, översatta till franska av François de Belleforest.
I Emmanuel Fordes Parismus från 1598 lider Viola skeppsbrott medan hon söker sin förklädde älskade. Ett tema som går igen i Philip Sidneys The Countess of Pembroke's Arcadia från slutet av 1500-talet.
Sista raden i Narrens sång som avslutar pjäsen, "And we'll strive to please you every day" (Går det bra, ska' vi spela var eviga dag, i Hagbergs översättning) har sin motsvarighet i engelska folklustspel.

### Tryckningar och text
Varför pjäsen heter som den gör är okänt, otaliga försök att tolka titeln på olika sätt har gjorts. Handlingen i pjäsen har ingen koppling till helgdagsaftonen med samma namn.
Första gången pjäsen trycktes var i den stora samlingen av Shakespeares pjäser, First folio, som kom ut 1623 och som sammanställdes av Shakespeares skådespelarkollegor John Heminges och Henry Condell och publicerades av Edward Blount och Isaac Jaggard.

## Handling

### Rollfigurer
Efter Göran O. Eriksson.
| - Orsino, hertig av Illyrien - Valentine, hovman hos hertigen - Curio, hovman hos hertigen - Viola, senare förklädd till Cesario - Sebastian, hennes tvillingbror - Kaptenen på det förlista skeppet, Violas bundsförvant - Antonio, en annan sjökapten, Sebastians bundsförvant - Olivia, grevedotter | - Maria, Olivias kammarflicka - Baron Tobias Rap, Olivias morbror - Baron Andreas Blek av Nosen, Tobias Raps vän - Malvolio, Olivias hovmästare - Fabian, en i Olivias hushåll - Narren Feste, hos Olivia - En präst - Musiker, hovfolk, sjömän, betjänter |

### Resumé
Hertigen Orsino är olyckligt förälskad i Olivia som beslutat dra sig tillbaka i sju år för att sörja sin döde bror. Viola överlever ett skeppsbrott, klär ut sig till Cesario och tar tjänst hos Orsino. Viola tror att hennes bror Sebastian dött i skeppsbrottet. Olivias släkting Tobias Rap förmår sin vän Andreas Blek af Nosen att fria till Olivia i hopp om att gynnas av Andreas generositet. Olivia är dock inte särskilt trakterad. Orsino skickar Cesario/Viola till Olivia för att fria för hans räkning. När Cesario försöker framföra frieriet blir Olivia, iklädd slöja, förälskad i honom.
Violas bror Sebastian har i själva verket överlevt. Han och kaptenen Antonio uttrycker stor sympati för varandra. Antonio känner sig otrygg i Illyrien och ber Sebastian ta hand om hans börs. Olivias högfärdige hovmästare Malvolio är förargad över att Tobias och Andreas för oväsen och tycker att de är ohyfsade. De bestämmer sig för att spela Malvolio ett spratt. De gömmer ett falskt brev i Olivias trädgård. När Malvolio hittar brevet tror han att det uttrycker Olivias kärlek till honom. I brevet uppmanas han bära gula strumpor, något Olivia avskyr.
Tobias tutar i Andreas att Olivias intresse för Cesario är ett spel för att göra honom svartsjuk. Malvolio uppträder med sina gula strumpor inför Olivia och talar malligt med fraser ur brevet. Olivia tror han blivit galen och ber att han skall tas om hand. Malvolio tror att han blivit herre i huset och visar förakt för Tobias och Andreas. Tobias har tubbat Andreas att utmana Cesario på duell. Cesario försöker vägra men blir tvingad. I tron att Cesario är Sebastian går Antonio emellan men blir arresterad. Han ber Cesario om sin börs men Cesario förstår till Antonios förskräckelse ingenting. Han tror att han blivit bedragen.
Andreas ger sig på Sebastian i tron att han är Cesario. Olivia går emellan. Hon övertygar Sebastian om sin kärlek och han går med på giftermål. En präst tillkallas och de vigs.
Antonio förs in. Cesario/Viola säger att det är mannen som försökt hjälpa henne. När Orsino på nytt försöker närma sig Olivia säger hon att hon gift sig med Cesario som hon alltså tror är identisk med Sebastian. Orsino tycker att Cesario svikit henne men han förnekar äktenskapet. När tvillingarna till slut kommer tillsammans förstår alla förväxlingen. Orsino friar till Viola, denna gång med framgång. Malvolio förs in och Tobias och Andreas erkänner sitt spratt. Malvolio rusar iväg och lovar att hämnas.

## Analys

### Teman och motiv
Ett huvudmotiv är kärleken. Enligt Orsino är kärlekens väsen rymlig som havet, men övermättnad inträder lätt och på en minut avtar känslan. När han säger om sig själv att han blivit en hjort hetsad av sin lidelses hundar är det en anspelning på den antika myten om Aktaion. Alla verkliga älskare är trogna den älskades bild och Orsino hävdar att kvinnor inte är förmögna samma starka och varaktiga passioner som män, men när han upptäcker att Olivia inte längre bara avvisar hans kurtiser med hänvisning till sin sorgeperiod utan plötsligt har förälskat sig i Sebastian, så flyttar han snabbt som ögat sin förälskelse på Viola när hon genomgått förvandlingen från att vara hans page Cesario.
Det andra stora motivet är gisslandet av egenkärlek och intolerans. Den komiska men grymma driften med puritanen Malvolio anses vara inspirerad av Ben Jonson. Hos Shakespeare förekommer ordet "puritan" sammanlagt sju gånger i fyra pjäser och aldrig i något smickrande sammanhang, tre av dessa rör Malvolio. Shakespeare brukar vara mild i sin behandling av religiösa karaktärer, i sin skärpa är udden mot Malvolio ett undantag, samtidigt är även hans antagonister i Olivias hushåll Tobias Rap och Andreas Blek av Nosen framställda som motbjudande. I pjäsen förekommer referenser till björnhetsning och granne med Shakespeares teater The Globe fanns en sådan arena. Efter en olycka där 1583 med flera döda ansåg puritanerna att de förolyckade drabbats av Guds straff eftersom de såg all offentlig underhållning som ogudaktig. Och Malvolio vill förbjuda björnhetsning på Olivias egendom men hans antagonister vill göra honom själv till björnen i deras grymma drift med honom: "Vi ska ta fram björnen igen bara för att retas med honom, men först ska vi lura honom gul och blå..." (Tobias, akt II scen 5, Göran O. Erikssons översättning)
Flera av rollfigurerna är påfallande upptagna med att reflektera över andras föreställningar om dem. Ofta är de vältaliga men de förhåller sig ändå passivt till dessa fantasier. Självbedrägeri återkommer i båda intrigtrådarna: Orsinos kärlek till Olivia är det ena självbedrägeriet och Malvolios löjliga försök att slå an på henne är det andra. I pjäsen behandlas också olika former av dårskap; Orsinos idealisering och dyrkan av Olivia, hennes absurda sjuårssorg över brodern och när Malvolio luras att uppträda som om han är från vettet. Han har dock lurats att uppträda dåraktigt som hämnd för sin intolerans och inbilskhet.
Shakespeare utnyttjar tvillingmotivet till en klyvnad av det androgyna så att den faller isär i två enkönade delar. Förklädnaden är både stilmedel och motiv, tvetydigheten är både kärlekens och komedins princip. Förklädnad, förvirring kring den sexuella identiteten och kring vad som är lämpliga sexuella objekt och mål är pjäsens motor. Viola förklär sig till den androgyne kastraten Cesario. Orsino, Viola och Olivia definieras genom sina relationer till varandra, menar kritikern Jan Kott. Orsino älskar Olivia, hon älskar Cesario och Cesario som är Viola älskar Orsino. För ett ögonblick älskar Orsino och Olivia samtidigt Cesario/Viola och för att intrigen skall lösas upp måste Violas tvilling Sebastian träda in i handlingen och ta Cesarios plats som föremål för Olivias kärlek. Den homoerotiska laddningen accentueras när Viola som Cesario är nära att uttrycka sin kärlek till Orsino. En märklig omständighet är att Viola håller fast vid sin förklädnad även efter att hon i mitten av pjäsen förstått att hennes skeppsbrutne bror är vid livet (III:4) och trots att den hindrar henne från att uttrycka sin kärlek till Orsino, men Orsino tar Violas hand medan hon fortfarande är förklädd till Cesario och Viola återtar inte sin kvinnliga skepnad någonsin i pjäsen. Det könsmässigt tvetydiga förstärks av sjökaptenen Antonios kärlek till Sebastian. Ytterligare en sorts kärlek som avhandlas är Malvolios sjukliga egenkärlek.

### Stildrag
Narrollen Feste skrevs för Robert Armin som 1599 ersatt den äldre narren Will Kempe, vilken varit både mindre intellektuell och mindre musikalisk. Robert Armin var professionell narr, sångare och lutspelare. Sången som Feste sjunger i femte akten om regnet som faller var eviga dag är delvis identisk med narrens sång i Kung Lear (III:2), på så vis skapar Shakespeare en brygga mellan tragedi och komedi i båda pjäserna. Av de så kallade lyckliga komedierna är Trettondagsafton den som också är påfallande melankolisk. Känslorna är för starka och verkliga för en skildring av lycka. Större delen av pjäsen rör sig kring vanmäktig passion och trånsjukan presenteras direkt i inledningsscenen. Oförsonligheten mot Malvolio är påfallande stark för en komedi. Den uppsluppna stämningen hos dryckeslaget spetsas av en visa om förgängligheten.
Feste har en fallenhet för rent nonsens men han visar många prov på bildning då han använder logiska begrepp som premiss, översats och syllogism och han kan ge prov på sokratisk metod. Han kan också citera latin, tala om myrmidioner och han känner till Pythagoras själavandringslära. Viola prisar Festes färdigheter som narr genom att kategorisera vad som krävs av en god narr, det är ett yrke som är lika krävande som kloka mäns konster: Feste visar att han mycket riktigt känner alla bättre än vad de känner sig själva.
| ”                                                        | Den karln är klok nog för att spela narr För sånt krävs det en speciell begåvning: Man måste veta vem man driver med, Vad humör han är på, välja stunden Och dyka som en hök på varje fjäder Som man får syn på. Det är lika svårt Som någon konst de visa sysslar med. I narrens hand är narrspel bra som vapen Men hos en klok man rena galenskapen. | „ |
| – Viola, akt III scen 1, Göran O.Erikssons översättning. | |   |

Pjäsen både börjar och slutar lyriskt. Trettondagsafton är den mest lyriska av Shakespeares komedier och den innehåller ovanligt många sånger.
Pjäsen rymmer två sammanflätade intriger. Huvudhandlingen bygger på sådana förvecklingar som förklädnad kan orsaka, med två till förvillelse lika tvillingar. I bihandlingen detroniseras puritanen Malvolio som bestraffas dubbelt, först görs han till en narr och sedan kastas han i fängelse, när Malvolio mot slutet blivit kränkt övergår han till blankvers och återfår något av sin värdighet. Pjäsen innehåller uppsluppet bullriga och burleska scener  och Shakespeare kostar på sig att driva med sina egna stilmedel. Styckets resonör Fabian säger: "Spelades det här på teatern skulle jag säga att det var alltför konstruerat" (Fabian, akt III scen 4, Göran O. Erikssons översättning) Metakaraktären finns även i Festes upprepade påpekande att produktionen av lustigheter är ett arbete som skall betalas.
Sidointrigen är tätt sammanvävd med huvudhandlingen, det går många trådar mellan skikten. I huvudintrigen skildras ett triangeldrama som genom en mirakulös fördubbling av en av parterna förvandlas till ett lyckligt slut med dubbelbröllop. Men Shakespeare komplicerar konflikten och insisterar i det längsta på dess olöslighet.
På den elisabetanska teatern spelades alla kvinnoroller av ynglingar vilket utgjorde en begränsning av hur sammansatta och fullgångna kvinnorollerna kunde skrivas, de fick inte vara för svåra för de oerfarna skådespelarna. I Trettondagsafton leker Shakespeare med begränsningen och låter Viola klä ut sig till den androgyne kastraten Cesario, vilket föder intrigen. Något som är dolt för den moderna publiken eftersom Viola och Sebastian alltid spelas av vuxna skådespelare är deras ungdom. Eftersom Viola kan misstas för sin bror kan de knappast vara mer än tonåringar; vissa kommentatorer har antagit att de knappast kan vara äldre än de tretton år som de anges ha förlorat sin far vid i akt V, andra anser att de kan vara uppåt 19 år. På Shakespeares tid ansågs kvinnor giftasmogna vid 12 års ålder och män vid 14. Även Orsino och Olivia är dock tämligen unga: Viola kallar Orsino "friskt och oförstört ung", och han anser att kvinnan bör vara yngre än mannen (akt I, scen 5), vilket bör innebära att Olivia är yngre. Likafullt måste hon vara mogen nog att förestå ett eget hus.

#### Versexempel
Shakespeare varierar ibland blankversen för att understryka känslomässig uttrycksfullhet. Så kan ske genom att stoppa in en spondé (två obetonade stavelser) framför två betonade stavelser innan blankversen fortsätter, som i "And the free maids / that weave their tread with bones" (Orsino, akt II scen 4), där "and the" är obetonat och "free maids" betonas. I Göran O. Erikssons översättning finns inte denna variation, där löper blankversen utan avbrott: "och unga flickor sjöng den / Vid sina knyppeldynor". Ibland kan en cesur (paus) ersättas av två obetonade stavelser, som i "Orsinos enemy. A witchcraft drew me hither" (Antonio, akt V scen 1), där de två sista stavelserna i enemy är obetonade. Effekten upprepas exakt i Göran O. Erikssons översättning: "Orsinos fiende. Hit drogs jag av magi."
Ibland frångår Shakespeare blankversen genom att placera en betonad stavelse först på en rad, så att raden börjar med två betonade stavelser. Enligt Royal Shakespeare Companys veteranregissör John Barton gör Shakespeare så för att betona Orsinos iver och energi:
| ”                        | Give me some music! Now, good morrow friends! Now, good Cesario, but that piece of song, That old and antique song we heard lost night, Metrough it relieve my passion much... Come, but on verse | „ |
| – Orsino, akt II scen 4. | |   |

De rader som börjar betonat är "Give me some music!", "Now, good Cesario" och "Come, but on verse". I Göran O. Erikssons svenska översättning saknas dessa effekter på alla tre ställena:
| ”                        | Spela nånting. - Godmorgon, mina vänner. Snälla Cesario, bara den här sången, Du vet, den gamla sången från igår; Jag tyckte att den lindrade min smärta Bra mycket mer än alla lätta toner Och texter från vår egen slappa tid. Bara en enda vers. | „ |
| – Orsino, akt II scen 4. | |   |

Däremot är originalets effekter troget återgivna i Carl August Hagbergs översättning från 1849:
| ”                        | Musik, musik! – God morgon, mina vänner; Nå väl, Cesario, det lilla stycket, Den gamla visan som du sjöng i går! Den lindrade min smärta, tyckte jag, Långt mer än sökta ord och granna driller Ifrån vår fjolliga och yra tid. Se så, en enda vers! | „ |
| – Orsino, akt II scen 4. | |   |

John Barton menar också att när Shakespeare skriver rader med enbart enstaviga ord så är avsikten att varje ord skall betonas, eftersom varje ord är lika viktigt: "How dost thou like this tune?" (Orsino, II:4) I Göran O. Erikssons översättning blir samma rad: "Gillar du musiken?", som är lika många stavelser men svårt att betona med samma emfas. Även här är Carl August Hagberg mer trogen originalets betoningar: "Hvad tycks om tonen?".
När en versrad löper över ett replikskifte måste skådespelarna bestämma sig om det skall vara en paus mellan replikerna eller om de skall falla varandra i talet och eventuellt lägga pausen efter replikskiftet:
| ”                | ORSINO: How dust thou like this tune? VIOLA: It gives a very echo to the seat Where love is throned. ORSINO: Thou dost speak masterly. My life upon't, young though thou art, thine eye Hath stayed upon some favour that it loves. Hath it not boy? VIOLA: A little, by your favour. ORSINO: What kind of woman is't? VIOLA: Of your compelxion. ORSINO: She is not worth thee, then. | „ |
| – akt II scen 4. | |   |

Göran O. Eriksson stoppar in ett extra replikskifte så att versen löper över tre korta repliker vilket ger mer fart än i originalet, men han stoppar också in en cesur (paus) markerad med tankstreck:
| ”                | ORSINO: Gillar du musiken? VIOLA: Den ger ett eko ända in i rummet Där kärlek bor. ORSINO: Du talar mästerligt. Jag undrar jag - trots att du är så ung Tror jag att du hittat nån du älskar. Viss har jag rätt? VIOLA: Jo, litet. ORSINO: Å, berätta. Hur ser hon ut? VIOLA: Tja... ungefär som ni. ORSINO: Då är hon inte värdig dig. | „ |
| – akt II scen 4. | |   |

När replikskiftet fortsätter har Viola en replik med enbart sex stavelser. Där finns alltså en fyra takter lång paus i replikskiftet. Skådespelaren måste bestämma om pausen kommer före eller efter repliken:
| ”                | ORSINO: She is not worth thee, then. What years, i'faith? VIOLA: About your years, my lord. ORSINO: To old, by heaven. | „ |
| – akt II scen 4. | |   |

Göran O. Eriksson hoppar över pausen och låter versen löpa regelbundet genom ett replikskifte:
| ”                | ORSINO: Då är hon inte värdig dig. Hur gammal? VIOLA: Som ni, ers nåd. ORSINO: Fy fan, det är för gammalt! | „ |
| – akt II scen 4. | |   |

Versen är i allmänhet orimmad så när Shaklespeare stoppar in rimmade rader har det en särskild betydelse. Här gör Orsino drama av sin bitterhet men Viola plockar ner honom på jorden:
| ”                | ORSINO: Then let thy love be younger than thyself, Or thy affection cannot hold the bent For women are as roses whose fair flower, Being once displayed, doth fall that very hour. VIOLA: And so they are. Alas, that they are so, To die, even when they to perfection grow. | „ |
| – akt II scen 4. | |   |

Rimmen finns också i Göran O. Erikssons översättning:
| ”                | ORSINO: Nej, välj nån som är yngre än du själv, För annars lär din kärlek aldrig hålla. En ros är kvinnan: just som den slår ut Är blomman borta, och dess skönhet slut. VIOLA: Ja, det är sant: det måste kännas tungt Att dö när livet når sin högsta punkt. | „ |
| – akt II scen 4. | |   |

### Kritik
Under Shakespeares livstid och åren därefter var pjäsen populär. I utgåvan från 1640 av Shakespeares sonetter hyllas pjäsen i en dedikation av Leonard Digges (1588-1635): "The Cockpit galleries, boxes, all are full / To hear Malvolio, that cross-gartered gull" (Ungefär "Teaterns gallerier och loger är alla fullsatta / för att få höra Malvolio, narren med sina korsade strumpeband"). Men från och med restaurationen 1660 och ett åttiotal år framåt föll pjäsen i popularitet. Dess italienskinspirerade intriger och infall ogillades som alltför orealistiska. Så sent som 1765 beskrev den inflytelserike Shakespeareredaktören Samuel Johnson pjäsen som "elegant och lättsam och i några av sina enklare scener utsökt humoristisk", men invände också att uppnystandet av huvudintrigen "gör anspråk på trovärdighet men är ett misslyckande ifråga om att presentera någon nyckel till dramat, då den inte förevisar någon sann bild av livet".
Under romantiken var pjäsen mer omtyckt. August Wilhelm Schlegel, som översatte 16 av Shakespeares pjäser, framhöll i Über dramatische Kunst und Litteratur (1809-1811) betydelsen av pjäsens musikalitet i kombination med dess infallsrikedom. Den brittiske kritikern William Hazlitt tyckte att pjäsen var "en av Shakespeares mest utsökta komedier /.../ men möjligen för godhjärtad för att vara en komedi". Under 1800-talet var Viola en favorit bland moralistiska kritiker, hon uppskattades för sin skygghet och passivitet och var den mest idealiserade av Shakespeares komiska hjältinnor. Författarinnan Mary Cowden Clarke (1809-1898) beskrev med stor entusiasm Violas tänkta ungdom i The Girlhood of Shakespeare's Heroines (1850-1851). Inom akademisk kritik har hon dock kommit i skymundan av två andra rollfigurer. Den brittiske författaren Charles Lamb var den förste att ta Malvolio i försvar i Tales from Shakespeare 1807. Samtida kritiker intresserade sig också stort för narren Feste, senare blev han huvudpersonen i en essä av Shakespeareforskaren A.C. Bradley (1851-1935). Under 1900-talet har dessa två figurer ägnats ett ännu större intresse samtidigt som uppmärksamheten kantrat från den lyckliga komedistilen till pjäsens sociala motsättningar och dess sexuella underströmmar. Pjäsen har allt oftare kopplats samman med Shakespeares så kallade problempjäser, faktiskt i lika hög grad som med den uppenbara systerpjäsen Som ni behagar. Malvolio har behandlats som en komisk antagonist vars potentiellt tragiska värdighet har ansetts motsvara den hos Shylock i Köpmannen i Venedig. Feste har identifierats som pjäsens fristående ironiske kommentator, vars oberoende och fallenhet för vitsar, återspeglar det ogripbara i språket och figurernas åtrå.
Sedan andra världskriget har Trettondagsafton gett näring åt antropologiskt inriktade kritiker som har kopplat titeln till årstidsritualer kring maktmissbruk och dess narrspegel. Pjäsen har intresserat såväl marxister som betonat Malvolios sociala förklädnad som feminister och queerteoretiker som betonat Violas könsförklädnad och den dragning åt homoerotik som präglar hennes relationer med Orsino och Olivia, liksom sjökaptenen Antonios beundran av Violas tvillingbror Sebastian.

## Översättningar till svenska
Trettondagsafton finns i sex tryckta originalöversättningar till svenska, tre originalöversättningar som gjorts direkt för teatern, en tryckt revision och ytterligare två revisioner som gjorts direkt för teatern. 1825 kom den första översättningen ut utförd av prästen Johan Henrik Thomander. 1849 kom Carl August Hagbergs översättning, ingående i Shakspere's dramatiska arbeten. Bd 7. 1925 kom Per Hallströms översättning som ingick i Shakespeares dramatiska arbeten. Lustspel, Bd 4. 1934 spelades Allan Bergstrands översättning av Helsingborgs stadsteater, först 1974 gavs den ut. 1956 gjorde Ivar Harrie en revision av Hagbergs översättning för Riksteatern och 1955 gjorde Lars-Levi Læstadius samma sak för Malmö stadsteater. Därpå följde Åke Ohlmarks översättning 1962. 1970 gjorde Anders Carlberg en översättning för Riksteaterns Västeråsensemble och 1972 gjorde Lasse Söderberg en för Malmö stadsteater. 1981 gjorde Jan Lewin en egen översättning till sin uppsättning med Riksteaterns Örebroensemble. Därefter kom Lars Huldéns översättning 1993 följt av Göran O. Erikssons året därpå.

## Uppsättningar
Det enda säkra framförandet under Shakespeares livstid ägde rum på kyndelsmässodagen 2 februari 1602 på  Middle Temple Hall, ett av de fyra juristkollegierna (Inns of Court), detta omnämns i en dagbok av juristen John Manningham. Han nämner med förtjusning komplotten mot Malvolio Shakespeares trupp Lord Chamberlain's Men spelade på Palace of Whitehall på trettondagsafton 6 januari 1601 under ett besök av den italienske hertigen Virginio Orsini av Bracciano, men detta var sannolikt inte Trettondagsafton - däremot kan Shakespeare ha tagit hertigen Orsinos namn från hedersgästen. Det finns dokumenterat att pjäsen framfördes vid hovet 1618 och 1622, vid det senare tillfället under titeln Malvolio. Första uppförandet efter det av Shakespeares originaltext ägde rum 1741 på Drury Lane Theatre i London. Pjäsen sattes då upp av irländaren Charles Macklin som själv spelade Malvolio.
Malvolio har varit en populär roll för stjärnor som Samuel Phelps, Henry Irving och Herbert Beerbohm Tree.
Karl Immermann försökte förena Ludwig Tiecks och Johann Wolfgang von Goethes teateridéer. 1837 beskrev Tieck en elisabetansk scen i en novell, och han förordade en återgång till den öppna scenen eftersom han ansåg att bildmässig realism förstörde den sanna illussionen. 1840 regisserade Karl Immermann Trettondagsafton på Stadttheater Düsseldorf där scenen bestod av en enda scenbild hela föreställningen igenom. Scenbilden överförde den elisabetanska scenens principer till en traditionell tittskåpsscen. Det är på denna enda uppsättning som en stor del av Immermanns berömmelse vilar.
Under 1800-talet blev scenografin alltmer överlastad med realistiska element. När Herbert Beerbohm Tree satte upp pjäsen 1901 fick man göra långa pauser för att hinna bygga om Olivias trädgård med levande gräs och fontäner. När William Poel satte upp pjäsen, också vid sekelskiftet, återvände han till en elisabetanskt öppen scen. Föreställningen blev mycket omtalad och härbärgerade den hjärtknipande Henry Ainley som Malvolio och den melankoliske Hayden Coffin som Narren.
När pjäsen satts upp under 1900-talet och därefter har den varit skådespelarnas pjäs. Samspel och timing har betytt mer än regigrepp. En skådespelerska som hade stora framgångar som Olivia under början av 1900-talet var Ellen Terry. Hon var berömd just för sin säkra timing och sitt sätt att behärska scenen när hon rörde sig över den.
1913 regisserade Harley Granville-Barker Trettondagsafton på Savoy Theatre i London. Han hade modifierat scenen med ett proscenium med möjlighet till entréer och en upphöjd bakre scen som kunde döljas med draperier. På så vis åstadkom han ett smidigt och rytmiskt flöde mellan olika scenerier. 1916 satte han upp pjäsen på nytt på Old Vic i London. 1914 hade regissören Jaques Copeau succé med Trettondagsafton på experimentscenen Vieux-Colombier i Paris.
I början av 1930-talet regisserade Terence Gray en serie shakspeareföreställningar på Camebridge Festival Theatre som blev uppmärksammade för sitt uppseendeväckande och oväntade scenspråk. När han satte upp Trettondagsafton for delar av ensemblen fram på rullskridskor.
1931 hade den uppburna skådespelerskan Lilian Baylis framgångar som Viola på Sadler's Wells Theatre i London i en uppsättning där Malvolio spelades av John Gielgud. I Tyrone Guthries uppsättning 1937 spelades sir Tobias av Laurence Olivier, sir Andreas av Alec Guiness och Jessica Tandy dubblerade som Sebastian och Viola. Vid återöppnandet av Old Vic 1950 (som skadats svårt under blitzen) hyllades Peggy Ashcroft som Viola. 1950 gjorde Giorgio Strehler en internationellt uppmärksammad uppsättning på Piccolo Teatro i Milano. 1955 regisserade John Gielgud en uppsättning på Shakespeare Memorial Theatre i Stratford-upon-Avon med Laurence Olivier och Vivien Leigh.
1982 regisserade Ariane Mnouchkine fram ett exotiskt och mångtydigt Illyrien med Théâtre du Soleil. 1984 regisserade Liviu Ciulei Trettondagsafton på Guthrie Theater i Minneapolis, Minnesota där handlingen förflyttats till cirkusmiljö. När John Barton regisserade pjäsen 1966 på Royal Shakespeare Company spelades Viola av Judi Dench. 1987 regisserade Declan Donnellan pjäsen med Cheek by Jowl och hela ensemblen befann sig på arenascenen hela föreställningen, liksom rekvisitan som bestod av musikinstrument som skådespelarna själva trakterade. De accentuerade även det homoerotiska draget genom att para samman Narren med Antonio. 2002 spelades Viola av Mark Rylance på the Globe Theatre i London. När uppsättningen togs upp igen 2012 spelade Stephen Fry Malvolio.

### Uppsättningar i Sverige
Till 300-årsminnet av Shakespeares födelse hade Kungliga Dramatiska Teatern svensk premiär på Trettondagsafton eller Hvad ni vill 23 april 1864 i bearbetning av Frans Hedberg på Kungliga Mindre Teatern. Enstaka rader var strukna av anständighetsskäl. Frans Hedberg valde bort alla dissonanser och gjorde pjäsen mindre burlesk. Malvolio hade gjorts mindre patetisk och Violas romantiska öde lyftes fram. Narrens visa i slutet var struken vilket gjorde finalen skirt romantisk. Pjäsen regisserades av August Bournonville, en av Sveriges första moderna regissörer. Föreställningen fick ljummen kritik och lades ner efter bara fem framföranden. Redan efter premiärkvällen övergav högreståndspubliken föreställningen, de skall ha ansett att humorn var alltför låg. Detta medförde att parkett och första raden blev glest besatta, medan de övre raderna var väl besatta. Gurli Åberg spelade Olivia, Gustaf Kinmansson Orsino och Knut Almlöf narren. Almlöf fick mycket beröm. Det fick även Vilhelm Nyfors som Malvolio. Medan Dramaten fortfarande höll till på samma teater tog man upp Trettondagsafton på nytt 1894 i ny bearbetning och med Nils Personne som Malvolio och i översättning av Carl August Hagberg och regi av Emil Hjertstedt. Uppsättningen blev en stor framgång och spelades 39 föreställningar för fulla salonger. Både Personne och den gästspelande Ellen Hartman som Maria fick beröm för sina prestationer.

#### Uppsättningar i Sverige sedan år 1900
- 1912 Stora Teatern, Göteborg, (Fröberg-Sjöströms kompani)[69]
- 1912 Kungliga Dramatiska Teatern, regi Gustaf Linden, med Nils Personne, Harriet Bosse, Tora Teje & Olof Molander[70]
- 1921 Lorensbergsteatern, Göteborg, regi Knut Ström[71]
- 1921 Helsingborgs stadsteater[72]
- 1932 Radioteatern, regi Alf Sjöberg, med Georg Funkquist, Arnold Sjöstrand & Gabriel Alw[73]
- 1934 Helsingborgs stadsteater, översättning Allan Bergstrand[72]
- 1935 Komediteatern, Stockholm, regi Gösta Terserus[74]
- 1939 Göteborgs stadsteater, regi Knut Ström, med Benkt Åke Benktsson[75][76]
- 1940 Skansens Friluftsteater, regi Ernst Eklund[77]
- 1946 Dramaten, översättning Carl August Hagberg & Ivar Harrie, regi Alf Sjöberg, med Viveca Lindfors, Mai Zetterling, Inga Tidblad, Per Oscarsson, Hans Strååt, Ulf Palme, Bengt Eklund, Birgitta Valberg & Gunnar Björnstrand[78]
- 1946 Malmö stadsteaters elevskola (de fyra första akterna)[79]
- 1952 Skansens Friluftsteater, regi Sandro Malmquist[80]
- 1953 Helsingborgs stadsteater, regi Gunnar Olsson, med Marianne Stjernqvist[72]
- 1955 Trettondagsafton eller Vad ni vill, Malmö stadsteater, Översättning Carl August Hagberg & Lars-Levi Læstadius, regi Lars-Levi Læstadius, med Folke Sundquist, Benkt-Åke Benktsson, Rune Turesson, Naima Wifstrand & Gun Arvidsson[81]
- 1956 Riksteatern, översättning Carl August Hagerg & Ivar Harrie, regi Börje Mellvig, med Gunnar Björnstrand, Allan Edwall & Öllegård Wellton[82]
- 1959 Göteborgs stadsteater, översättning Ivar Harrie, regi Alf Sjöberg, med Thommy Berggren, Kent Andersson, Per Oscarsson, Jane Friedmann, Gun Arvidsson & Ulla Sjöblom[83][84]
- 1962 Stockholms stadsteater, översättning Carl August Hagberg & Lars-Levi Læstadius, regi Sandro Malmquist[85]
- 1964 Trettondagsafton eller Vad Ni vill, Riksteatern, översättning Åke Ohlmarks, regi Ivo Cramér, med Gunvor Pontén[86]
- 1964 Twelfth Night, gästspel av Argyle Theatre på Riksteatern
- 1964 Trettondagsafton eller Vad Ni vill, Stadsteatern Norrköping-Linköping, översättning Allan Bergstrand, regi John Zacharias med Ernst Günther, Folke Hjort, Göthe Grefbo & Gun Jönsson[87]
- 1967 TV-teatern, översättning Carl August Hagberg & Ivar Harrie, regi Hans Dahlin, med Per Oscarsson, Carl-Gustaf Lindstedt, Bibi Andersson, Gösta Ekman, Toivo Pawlo, Ulla Sjöblom & Bertil Norström[88][89]
- 1969 Lilla Teatern, Helsingfors, gästspel på Intiman, Stockholm, regi grupparbete[90]
- 1970 Riksteaterns Västeråsensemble, översättning Anders Carlberg, regi Ernst Günther & Anders Carlberg, med Percy Brandt[91]
- 1971 Scenskolan i Göteborg, regi Christopher Fettes[92]
- 1971 Trettondagsafton eller Vad ni vill, Helsingborgs stadsteater, översättning Carl August Hagberg & Lars-Levi Laestadius, regi Lars-Levi Laestadius, med Christian Fiedler[93]
- 1972 Trettondagsafton eller Vad ni vill, Borås stadsteater, regi Bo Swedberg[94]
- 1973 Trettondagsafton eller Vad Ni vill, Malmö stadsteater, översättning Lasse Söderberg, regi Eva Sköld, med Folke Sundquist[95]
- 1975 Dramaten, regi Ingmar Bergman, med Bibi Andersson, Sven Lindberg & Jan-Olof Strandberg[96]
- 1978 Uppsala-Gävle Stadsteater, översättning Allan Bergstrand, regi Ulf Fredriksson, med Anders Nyström[97]
- 1979 TV-teatern, regi Hans Dahlin, med Bibi Andersson & Gösta Ekman[98]
- 1981 Twelfth Night, gästspel från England på Riksteatern, regi Derek Martinus[99]
- 1981 Trettondagsafton eller Vad ni vill, Riksteaterns Örebroensemble, översättning & regi Jan Lewin, med Beatrice Järås & Anna Godenius[100]
- 1982 Göteborgs stadsteater, översättning Allan Bergstrand, regi Claes Lundberg[101]
- 1984 Riksteatern, översättning Carl August Hagberg & Allan Bergstrand, regi Hans Bergström[102]
- 1987 Trettondagsafton eller Vad ni vill, Mercuriusteatern, Lund[103]
- 1989 Västerbottensteatern, regi Hans Wigren[104]
- 1989 Malmö stadsteater, översättning Allan Bergstrand, regi Otomar Krejca[105]
- 1989 Östgötateatern, översättning Allan Bergstrand, regi Olle Johansson[106]
- 1990 Teaterensemblen på Romateatern, Gotland, översättning Göran O. Eriksson, regi Örjan Herlitz[107]
- 1991 Trettondagsafton eller Vad du vill, Backa teater, översättning Göran O. Eriksson, regi Eva Bergman, med Maria Lundqvist & Claes Malmberg[108]
- 1993 Stockholms stadsteater, översättning Göran O. Eriksson, regi Johan Bergenstråhle, med Göran Ragnerstam & Pia Johansson[109]
- 1995 Teater Sörmland[110]
- 1995 Teatergruppen Småfolket, Nyköping, översättning Rino Brezina, regi Michael Tavant[111]
- 1997 Västmanlands länsteater, översättning Göran O. Eriksson, regi Jan Håkansson[112]
- 1997 Teater Västernorrland, översättning Göran O. Eriksson, regi Tomas Melander[113]
- 1999 Shakespeare på Gräsgården, Vadstena, översättning Göran O. Eriksson, regi Pontus Plænge[114]
- 1999 Romateatern, översättning Göran O. Eriksson, regi Thomas Segerström[115]
- 1999 Trettondagsafton, TV-teatern, översättning Allan Bergstrand, regi Mikael Ekman, med Krister Henriksson, Claes Malmberg, Claes Månsson, Pierre Lindstedt, Tommy Körberg, Brasse Brännström, Johan Ulveson, Anders Ahlbom Rosendahl, Johan Rabaeus & Johannes Brost[116]
- 2002 Dramaten, regi John Caird, med Maria Bonnevie, Stina Ekblad, Örjan Ramberg & Loa Falkman[117]
- 2002 Månteatern, Lund, översättning Göran O. Eriksson, regi Staffan Gerdmar[118]
- 2003 Länsteatern i Örebro, översättning göran O. Eriksson, regi Finn Poulsen, med Staffan Göthe & Iwar Wiklander[119]
- 2003 Norrbottensteatern, översättning Allan Bergstrand, regi Jalle Lindblad[120]
- 2005 Spegelteatern, översättning Göran O. Eriksson, regi Peter Böök[121]
- 2007 Borås stadsteater, översättning Göran O. Eriksson, regi Göran Parkrud[122]
- 2007 Helsingborgs stadsteater, översättning Göran O. Eriksson, regi Michael Cocke[123]
- 2007 Östgötateatern, översättning Göran O. Eriksson, regi Stina Ancker[124]
- 2009 Göteborgs stadsteater, översättning Göran O. Eriksson, regi Stefan Metz, med Per Sandberg & Eric Ericson[125]
- 2010 Stockholms stadsteater, översättning Göran O. Eriksson, regi Susan Taslimi, med Peter Haber & Pia Johansson[126]
- 2011 Romateatern, översättning Göran O. Eriksson, regi Thomas Segerström, med Michael Segerström, Ulf Brunnberg & Johan Wahlström[127]
- 2012 Teater Iris, Stockholm, översättning Carl August Hagberg, regi Patrik Bergner[128]
- 2014 Shakespeare på Gräsgården, översättning Göran O. Eriksson, regi Andreas Forner Lindal[129]
- 2015 Dramaten, översättning Lars Huldén, regi Åsa Melldahl, med Björn Granath & Sofia Pekkari[130]
- 2016 Malmö stadsteater, översättning Göran O. Eriksson, regi Frede Gulbrandsen[131]

## Filmatiseringar (urval)
Trettondagsafton har filmats väldigt många gånger.
- 1939 regi Michel Saint-Denis, med Peggy Ashcroft & George Devine (TV, Storbritannien))
- 1969 regi John Sichel & John Dexter, med Joan Plowright, Alec Guinness & Tommy Steele (TV, Storbritannien)
- 1988 regi Kenneth Branagh (TV, Storbritannien)
- 1996 Trettondagsafton (Twelfth Night), regi Trevor Nunn, med Helena Bonham Carter & Ben Kingsley
- 2003 Trettondagsafton (Twelfth Night), regi Tim Supple (TV, Storbritannien)